# Anthony Gonzalez (acteur)
Pour les articles homonymes, voir Anthony Gonzalez.
Anthony Gonzalez (né le 23 septembre 2004) est un acteur et chanteur américain. Il est apparu dans les séries télévisées The Bridge (2014) et Criminal Minds: Beyond Borders (2017). Il est la voix de Miguel dans le film d'animation Coco (2017), et prête ses traits au personnage de Diego Castillo dans Far Cry 6.

## Filmographie
- 2013 : El Factor X : lui-même
- 2014 : The Bridge : jeune garçon (épisode Lamia)
- 2015 : Imagination of Young : Bruno
- 2017 : Criminal Minds: Beyond Borders : Polaroid (épisode The Devil's Breath)
- 2017 : Coco : Miguel
- 2018 : Icebox : Oscar
- 2018 : The Gospel Truth : chanteur solo #11
- 2018 : The Last Ship : Simon Barros (4 épisodes)
- 2018 : Shameless US : Santiago (3 épisodes)
- 2021 : Far Cry 6 : Diego Castillo[1]

## Récompenses
- 2017 : Washington D.C. Area Film Critics Association pour Coco
- 2018 : Annie Award Best Voice Acting in an Animated Feature Production pour Coco
- 2018 : Teen Choice Awards Choice Fantasy Movie Actor pour Coco